# Hazaribag
Hazaribag là một thành phố và khu đô thị của quận Hazaribag thuộc bang Jharkhand, Ấn Độ.

## Địa lý
Hazaribag có vị trí 23°59′B 85°21′Đ / 23,98°B 85,35°Đ Nó có độ cao trung bình là 604 mét (1981 feet).

## Nhân khẩu
Theo điều tra dân số năm 2001 của Ấn Độ, Hazaribag có dân số 127.243 người. Phái nam chiếm 53% tổng số dân và phái nữ chiếm 47%. Hazaribag có tỷ lệ 76% biết đọc biết viết, cao hơn tỷ lệ trung bình toàn quốc là 59,5%: tỷ lệ cho phái nam là 81%, và tỷ lệ cho phái nữ là 70%. Tại Hazaribag, 13% dân số nhỏ hơn 6 tuổi.